# Марта Аргеріх
Марта Аргеріх (інакше — Аргеріч, ісп. Martha Argerich; нар. 5 червня 1941, Буенос-Айрес, Аргентина) — аргентинсько-швейцарська піаністка.

## Біографія
По материнській лінії походить з єврейської родини, чиї батьки емігрували з царської Росії від погромів до Аргентини і при підтримці Єврейського колонізаційного товариства оселилися в одній з колоній барона Моріса де Гірша. Батько і мати Маргарити Агеріх були активістами соціалістичної партії.
Марта почала грати в три роки, публічно дебютувала виконанням концерту Моцарта у 8-ми річному віці. 1955 року родина переїхала до Європи, вчилася у Артуро Бенедетті Мікеланджелі, Штефана Ашкеназі.
1957 року стала переможницею Женевського міжнародного музичного конкурсу й міжнародного конкурсу піаністів імені Бузоні; 1965 року — переможницею міжнародного конкурсу піаністів імені Шопена у Варшаві. 2005 року — лауреатка премії Греммі за найкраще виконання камерної музики (разом з Михайлом Плетньовим), в 2006 — за найкраще інструментальне виконання з оркестром (з Клаудіо Аббадо і Малерівським камерним оркестром). Визнана гідною Імператорської Премії Японії (2005). Про неї знято документальний фільм Жоржа Гашо «Марта Аргерич: Нічна розмова» (2002).
Її репертуар охоплює широке коло композиторів від Й. С. Баха до Шнітке, проте переважають автори-романтики (Шопен, Шуман). Виступала також в ансамблях з Ґідоном Кремером, М.Майським та іншими.

## Відзнаки та премії
- За великі заслуги у сфері культури почесна громадянка міста Лугано (2010).

## Особисте життя
Аргеріх була одружена тричі. Від першого шлюбу з композитором Чен Лянг Шенгом (кит.: 陈亮声) має дочку Ліду, скрипальку. У 1969—1973 роках Аргеріх була одружена зі швейцарським диригентом Шарлем Дютуа, від якого має дочку Анні Дютуа, акторку і журналістку. У 1970-х Аргеріх була одружена з піаністом Стівеном Ковачевичем. Від нього має дочку Стефані, кінорежисерку і продюсерку, яка 2012 року випустила документальний біографічний фільм про свою матір Bloody Daughter. Разом з другим і третім колишніми чоловіками Аргеріх продовжує виступати разом.
З 1954 року Аргеріх мешкає у Європі. Жила у Бельгії, Швейцарії, громадянство якої має, і Франції.
1990 року у Аргеріх біло діагностовано меланому. Після лікування рак перейшов у стадію ремісії, але 1995 року був рецидив. Після експериментального лікування у США хвороба знаходиться у стадії ремісії донині.